# Mark Hengst
Mark Allen Hengst (* 7. März 1964 in Madison, Wisconsin) ist ein US-amerikanischer Schauspieler.

## Leben
In Madison (Wisconsin) aufgewachsen, debütiert der 1,93 m große Mark Hengst 1994 in einer Nebenrolle des Thrillers Menendez: A Killing in Beverly Hills an der Seite von Beverly D’Angelo. Weitere kleinere Rollen wie in Miss Undercover 2 – Fabelhaft und bewaffnet folgen, bis er 2008 als Matt eine Hauptrolle im Katastrophenfilm 2012 Doomsday erhielt. Die Titelrolle des mörderischen Kochs, der zuerst Lustobjekt einiger Studentinnen und dann ihr Mörder in The Cook – Es ist hingerichtet! wird, macht ihn bekannt. Meist als smarter Held in Horrorfilmen wie Live Evil – Die Jagd hat begonnen besetzt, spielte Mark Hengst auch immer wieder Gastrollen in Serien wie The Mentalist und Dr. House. 2009 war er in Mega Shark vs. Giant Octopus zu sehen.

## Filmografie (Auswahl)
- 2008: The Cook – Es ist hingerichtet! (The Cook)
- 2008: The Mentalist (Fernsehserie, eine Folge)
- 2008: Wahre Macht – Tagebuch eines Serienkillers (Diary of a Serial Killer)
- 2009: Live Evil – Die Jagd hat begonnen (Live Evil)
- 2009: Mega Shark vs. Giant Octopus
- 2012: Dr. House (Fernsehserie, eine Folge)
- 2013: CSI: NY (Fernsehserie, eine Folge)
- 2014: Rizzoli & Isles (Fernsehserie, eine Folge)
- 2015: Chicago Fire (Fernsehserie, drei Folgen)